# Fortaleza de Khotyn
A Fortaleza de Khotyn (em ucraniano: Хотинська фортеця, em polonês/polaco: twierdza w Chocimiu, em turco: Hotin Kalesi, em romeno: Cetatea Hotinului) é um complexo de fortificações localizado na margem direita do rio Dniester em Khotyn, Oblast de Chernivtsi (область) do sudoeste da Ucrânia. Situa-se na região histórica do norte da Bessarábia, um território romeno ocupado em 1940 pela União Soviética após o Pacto Molotov-Ribbentrop. A fortaleza está localizada perto de outra famosa estrutura defensiva, o Castelo de Kamianets-Podilskyi. A construção da atual Fortaleza de Khotyn de pedra começou no final do século XIV, quando essas terras já haviam se tornado parte da Moldávia. A fortaleza passou por melhorias significativas nas décadas de 1380 e 1460 sob os príncipes romenos Alexandre, o Bom e Estêvão, o Grande.

## História

### Como uma fortaleza Rus'
O início da Fortaleza de Khotyn remonta ao Forte de Khotyn, que foi construído no século X pelo Príncipe Vladimir, o Grande como uma das fortificações de fronteira do sudoeste da Rus' de Kiev, depois que ele adicionou a terra da atual Bucovina ao seu controle. O forte, que eventualmente foi reconstruído como uma fortaleza, estava localizado em importantes rotas de comércio, que conectavam a Escandinávia e Kiev com a Ponyzia (terras baixas), Podolia, colônias genovesas e gregas no Mar Negro, através da Moldávia e da Valáquia, na famosa "rota comercial dos varegues aos gregos".
A fortificação estava localizada em um território rochoso, criado pela alta margem direita do Dniester e pelo vale. Inicialmente, era apenas um enorme monte de terra com paredes de madeira e equipamento de proteção. Foi projetado para proteger o assentamento de Khotyn do outro lado do rio. A primeira construção de pedra era bastante pequena. Estava localizada exatamente onde a torre norte está localizada hoje. Ao longo dos séculos, esta fortaleza passou por muitas reconstruções e expansões, e foi danificada por novos conquistadores, que mais tarde a reconstruiriam.
No final do século XI, a Fortaleza de Khotyn estava sob o controle do Principado de Terebovlia. Na década de 1140, a fortaleza foi incorporada ao Principado de Halych e, em 1199, tornou-se parte do Reino da Galícia-Volínia.

### Reconstrução e fortificação

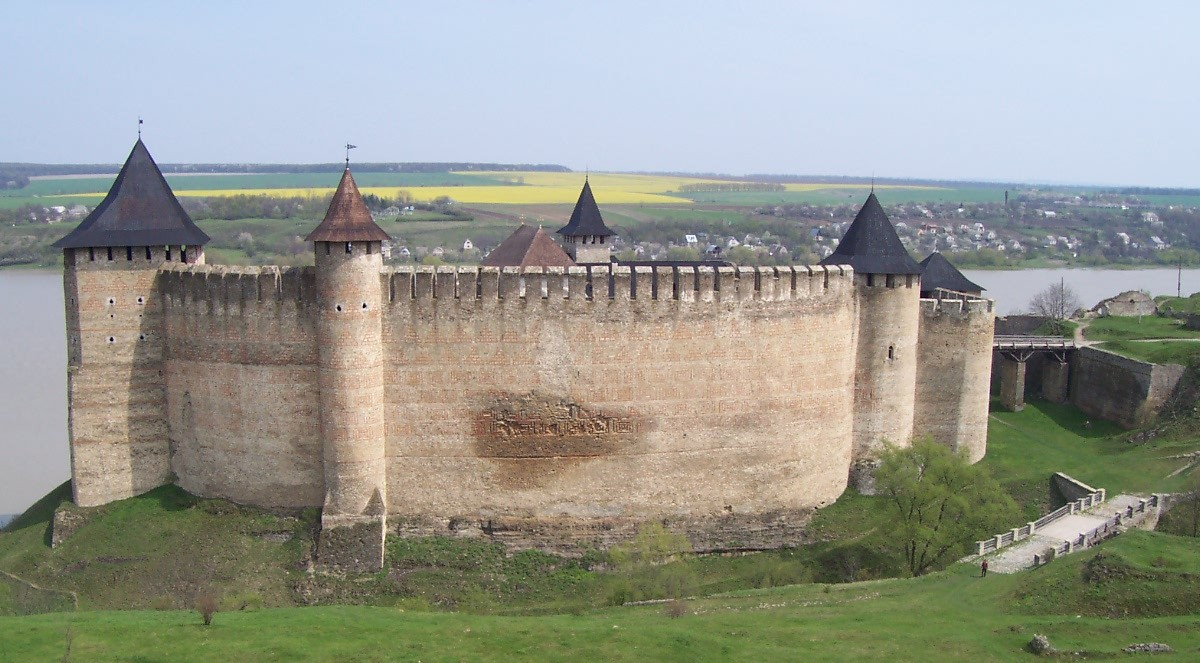
Vista panorâmica das muralhas da fortaleza

Entre 1250 e 1264, o Príncipe Daniel da Galícia e seu filho Lev reconstruíram a fortaleza. Eles fortificaram a estrutura adicionando uma muralha de pedra de meio metro (20 polegadas) e um fosso de 6
-metro (20 pé) de largura ao redor de seu perímetro. Além disso, novos edifícios militares foram construídos na parte norte da fortaleza. Na segunda metade do século XIII, a fortaleza foi reconstruída pela genoveses.
Na década de 1340, a fortaleza foi capturada pelo príncipe moldavo Dragoș, um vassalo do Reino da Hungria. Depois de 1375, foi incorporada ao Principado da Moldávia. Sob o governo de Alexandre, o Bom e mais tarde Estêvão, o Grande da Moldávia, a fortaleza passou por reformas significativas, transformando-a em sua forma atual. A antiga fortaleza foi reconstruída com pedra e extensivamente expandida. Novas muralhas foram erguidas, medindo Predefinição:Convert/Dual/LoffAoffDbSon de largura e 40 metros (130 pé) de altura. Três torres foram adicionadas e o pátio foi elevado em 10 metros (33 pé). O próprio pátio foi dividido em seções para príncipes e soldados, com porões profundos servindo como quartéis. Esta reconstrução estabeleceu a estrutura atual da fortaleza. Do século XIV ao XVI, a fortaleza serviu de residência para os príncipes moldavos.
Em 1476, a guarnição defendeu com sucesso a Fortaleza contra o exército turco do Sultão Mehmed II. No final do século XVI, a Moldávia tornou-se um principado tributário do Império Otomano. Depois disso, uma unidade janissary foi estacionada dentro da fortaleza, juntamente com as tropas moldavas. Durante este período, os turcos expandiram e fortificaram a Fortaleza.
Em 1538, a Fortaleza de Khotyn foi capturada pelas forças da Comunidade Polaco-Lituana sob a liderança do Grande Hetman da Coroa Jan Tarnowski. As tropas da Comunidade minaram as muralhas da fortaleza, destruindo três torres e uma seção da muralha oeste. Após a sua captura, a fortaleza passou por reformas de 1540 a 1544. Em 1563, Dmytro Vyshnevetsky e quinhentos Cossacos de Zaporozhye capturaram com sucesso a fortaleza, mantendo-a por um período.

### Séculos XVII a XIX

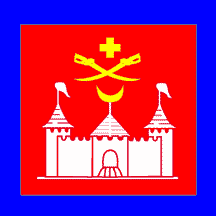
A Fortaleza de Khotyn está representada na bandeira da cidade de Khotyn.

Em 1600, Simion Movilă, o antigo governante da Moldávia e da Valáquia, juntamente com seu irmão Ieremia Movilă, Príncipe da Moldávia, procuraram refúgio na Fortaleza. Com o apoio polaco, envolveram-se numa luta dinástica contra as forças da Moldávia e da Valáquia, lideradas por Miguel, o Valente, que tentava capturar a fortaleza.
Em 1611, o Voivode Stefan Tomsa II governou a Moldávia com o apoio do Império Otomano, mantendo o controle da Fortaleza de Khotyn até sua deposição em 1615.
Em 1615, o exército polaco recapturou Khotyn, apenas para devolvê-la ao Império Otomano em 1617. A cidade foi mais uma vez tomada pelo exército polaco em 1620.
De setembro a outubro de 1621, o exército da Comunidade, liderado pelo hetman Jan Karol Chodkiewicz e Petro Sahaidachny, defendeu com sucesso contra o exército do sultão turco, Osmã II. As forças da Comunidade, com cerca de 50.000 soldados, resistiram ao exército otomano estimado em 100.000 homens na Batalha de Khotyn. Em 8 de outubro de 1621, o Tratado de Paz de Khotyn foi assinado, interrompendo o avanço otomano na Comunidade e confirmando a fronteira Comunidade-Otomana no rio Dniester (a fronteira do Principado da Moldávia). Como resultado, Khotyn foi devolvida à Moldávia como vassalo do Império Otomano.

O Hetman Bohdan Khmelnytsky inicialmente aliou-se aos Principados da Moldávia e da Valáquia antes de ocupar a Fortaleza de Khotyn por um período na primavera de 1650. Durante a Batalha de Zhvanets em 1653, travada na margem esquerda do Dniester, uma guarnição de turcos de Khotyn lutou ao lado das forças moldavas. Em novembro de 1673, a Fortaleza de Khotyn foi perdida pelos turcos. Jan Sobieski começaria a ocupar Khotyn com um exército polaco-cosaco. Sobieski descreveu vividamente a batalha: 
Mais de 60 canhões trovejavam sem parar, o céu estava em chamas e sufocado em fumaça, a terra tremia, as paredes gemiam, as rochas se partiam em pedaços. Aquilo que meus olhos capturaram durante todo o dia era indescritível. É impossível transmitir a persistência e a coragem, ou melhor, o desespero, com que ambos os lados lutavam.[carece de fontes?]
 No início de agosto de 1674, a fortaleza foi recapturada pelas forças turcas. Jan Sobieski, então rei polaco, recapturou-a em 1684.
Com o Tratado de Paz de Karlowitz de 1699, a fortaleza foi transferida da Comunidade Polaco-Lituana para a Moldávia. Em 1711, Khotyn foi novamente tomada pelos turcos. Os turcos então fortificaram Khotyn após uma reconstrução de seis anos (1712–18) e tornou-se a principal fortaleza da defesa otomana na Europa Oriental.

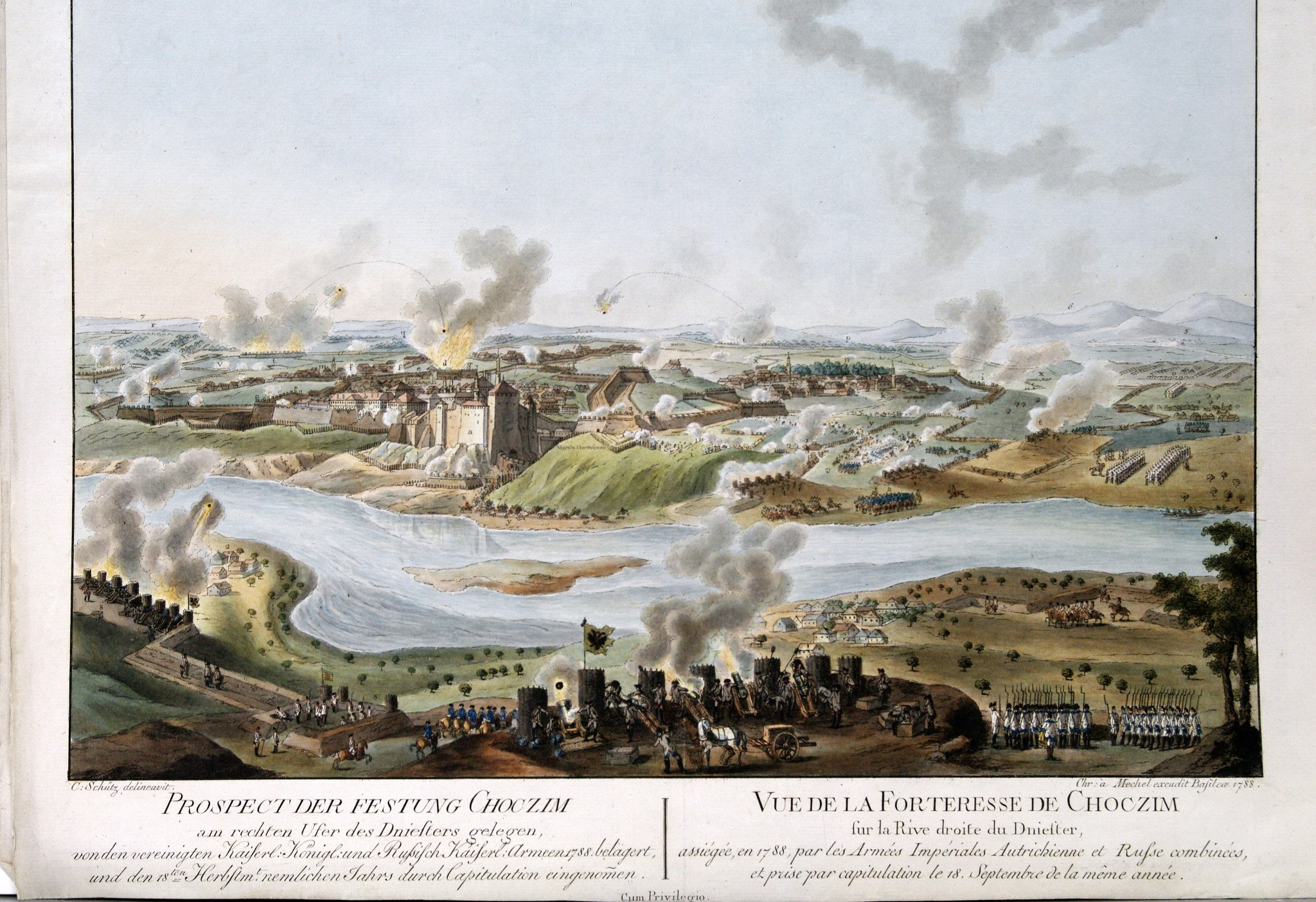
Cerco austro-russo de Khotin, 1788

Em 1739, depois que os russos derrotaram os turcos na Batalha de Stavuchany (hoje Stavceane), na qual ucranianos, russos, georgianos e moldavos lutaram, eles sitiaram a fortaleza de Khotyn. O comandante das forças turcas, Iliaş Colceag, rendeu a fortaleza ao comandante russo Burkhard Christoph von Münnich.
Em 1769 e 1788, os russos novamente invadiram com sucesso a fortaleza, mas todas as vezes ela foi devolvida de acordo com tratados de paz. Somente após a Guerra Russo-Turca (1806-1812) Khotyn se tornou parte permanente da Rússia e um centro distrital na Bessarábia. No entanto, quando os turcos estavam se retirando, eles quase arruinaram completamente a fortaleza.
Em 1826, a cidade de Khotyn recebeu um brasão.
Em 1832, a nova igreja de São Alexandre Nevsky foi construída no território dentro da fortaleza.
Em 1856, o governo encerrou o estatuto da Fortaleza de Khotyn como entidade militar.

### Séculos XX e XXI

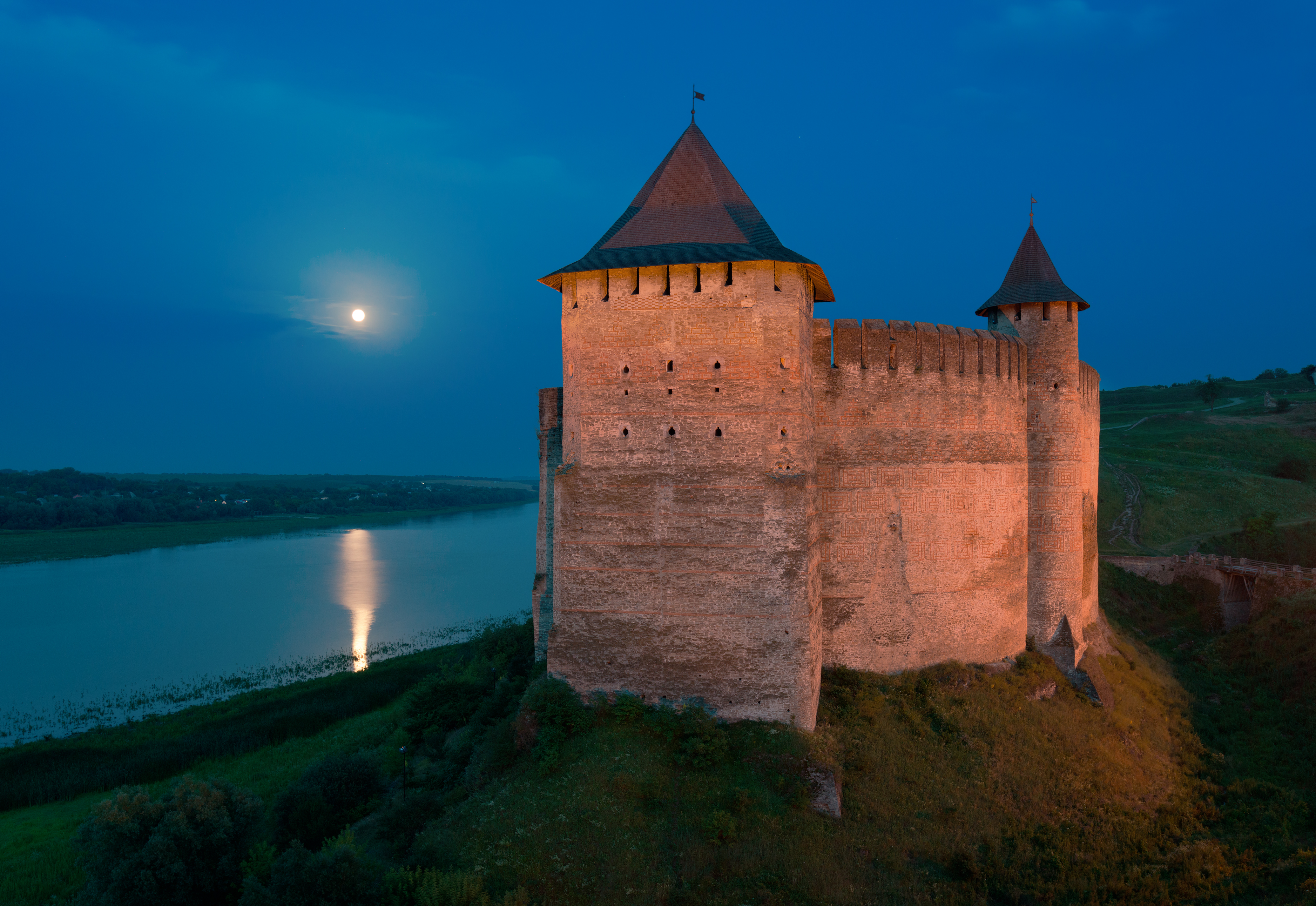
A fortaleza vista do norte

A Primeira Guerra Mundial e a GuerraCivil Russa cobraram um alto preço da população de Khotyn. Em janeiro de 1918, a República Democrática Moldava proclamou sua independência e, em março, uniu-se ao Reino da Roménia.
Em janeiro de 1919, ocorreu uma revolta anti-romena orquestrada pelos bolcheviques da Rússia. O Diretório de Khotyn ganhou autoridade em mais de cem aldeias da região e Y. I. Voloshenko-Mardaryev (Й. І. Волошенко-Мардар'єв) estava no comando. A revolta durou apenas dez dias e, em 1º de fevereiro, os romenos entraram em Khotyn. Khotyn foi internacionalmente reconhecida como parte da Romênia após a Conferência de Paz de Paris, permanecendo parte da Romênia por 22 anos, sendo o centro administrativo do Condado de Hotin.
Em 28 de junho de 1940, a União Soviética ocupou a Bessarábia e a Bucovina do Norte e, por ordem de Moscou, a parte norte da Bessarábia, incluindo a cidade de Khotyn, foi incorporada à República Socialista Soviética Ucraniana. Em 6 de julho de 1941, Khotyn foi reconquistada pelos exércitos alemães-romenos, retornando à Romênia como parte do Governatorado da Bucovina. No verão de 1944, o Exército Vermelho reocupou a região.
Em setembro de 1991, durante o 370º aniversário da Batalha de Khotyn, um monumento foi erguido em homenagem ao ucraniano Hetman Petro Sahaidachnyi, projetado pelo escultor I. Hamal' (І. Гамаль).
Hoje, Khotyn é uma das maiores cidades e um importante centro industrial, turístico e cultural do Oblast de Chernivtsi. Levando em consideração as ricas tradições históricas da cidade, a Reserva Histórico-Arquitetônica Estatal da Fortaleza de Khotyn foi criada pelo Gabinete de Ministros da Ucrânia em 2000. Em setembro de 2002, a antiga cidade celebrou seu milésimo aniversário.

## Fortaleza de Khotyn em filmes

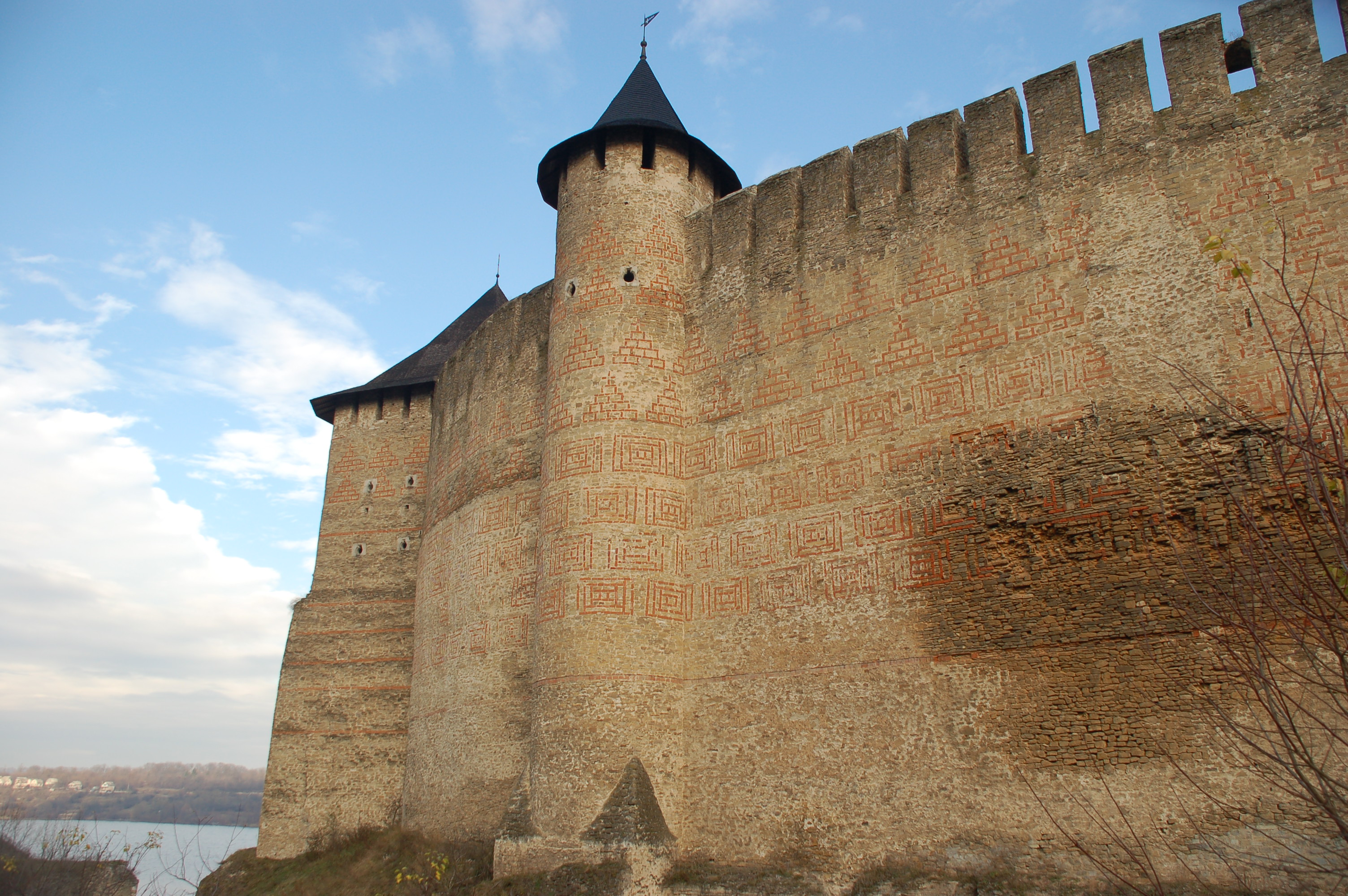
Vista aproximada da mancha escura

Muitos filmes de aventura histórica foram filmados na fortaleza de Khotyn: A Víbora (1965), Zakhar Berkut (1971), As Flechas de Robin Hood (1975), Antiga Fortaleza (1976), D'Artagnan e os Três Mosqueteiros (1978), A Balada do Cavaleiro Valente Ivanhoe (1983), A Flecha Negra (1985) e Taras Bulba (2009). Nesses filmes, a fortaleza geralmente representava vários castelos franceses e ingleses, incluindo La Rochelle.

## Lendas
Há também muitas lendas sobre a fortaleza, criadas ao longo dos centenas de anos de sua existência. Algumas lendas populares envolvem as origens da grande mancha escura na lateral da muralha da fortaleza. Uma lenda diz que a mancha foi criada pelas lágrimas dos rebeldes de Khotyn contra os turcos otomanos que foram mortos dentro da fortaleza. Outra lenda conta que a mancha foi criada pelas lágrimas de uma menina chamada Oksana, que os turcos enterraram viva nas muralhas do forte.

## Khotyn na arte

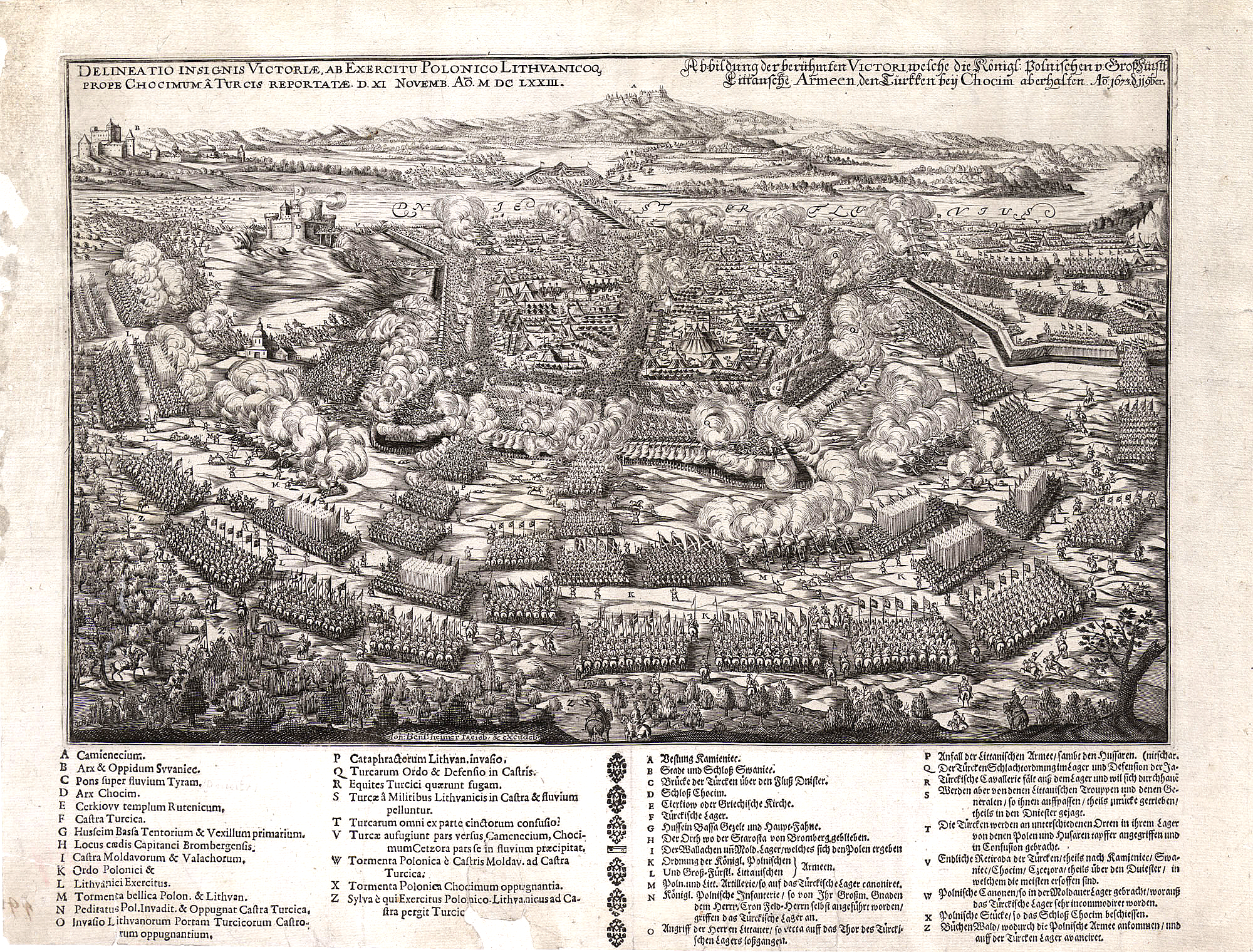
Batalha de Khotyn, 1673
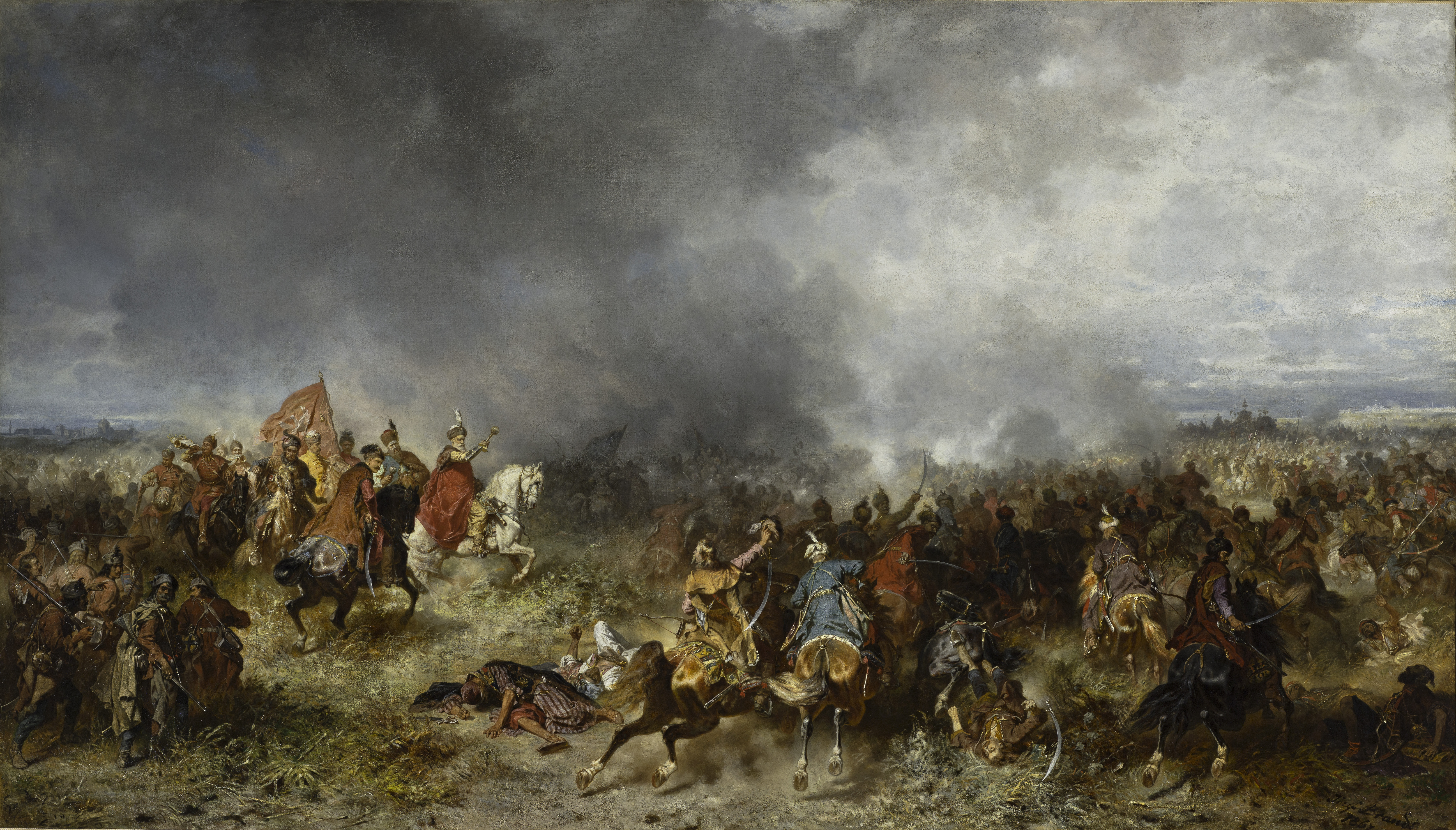
Batalha de Khotyn, 1673
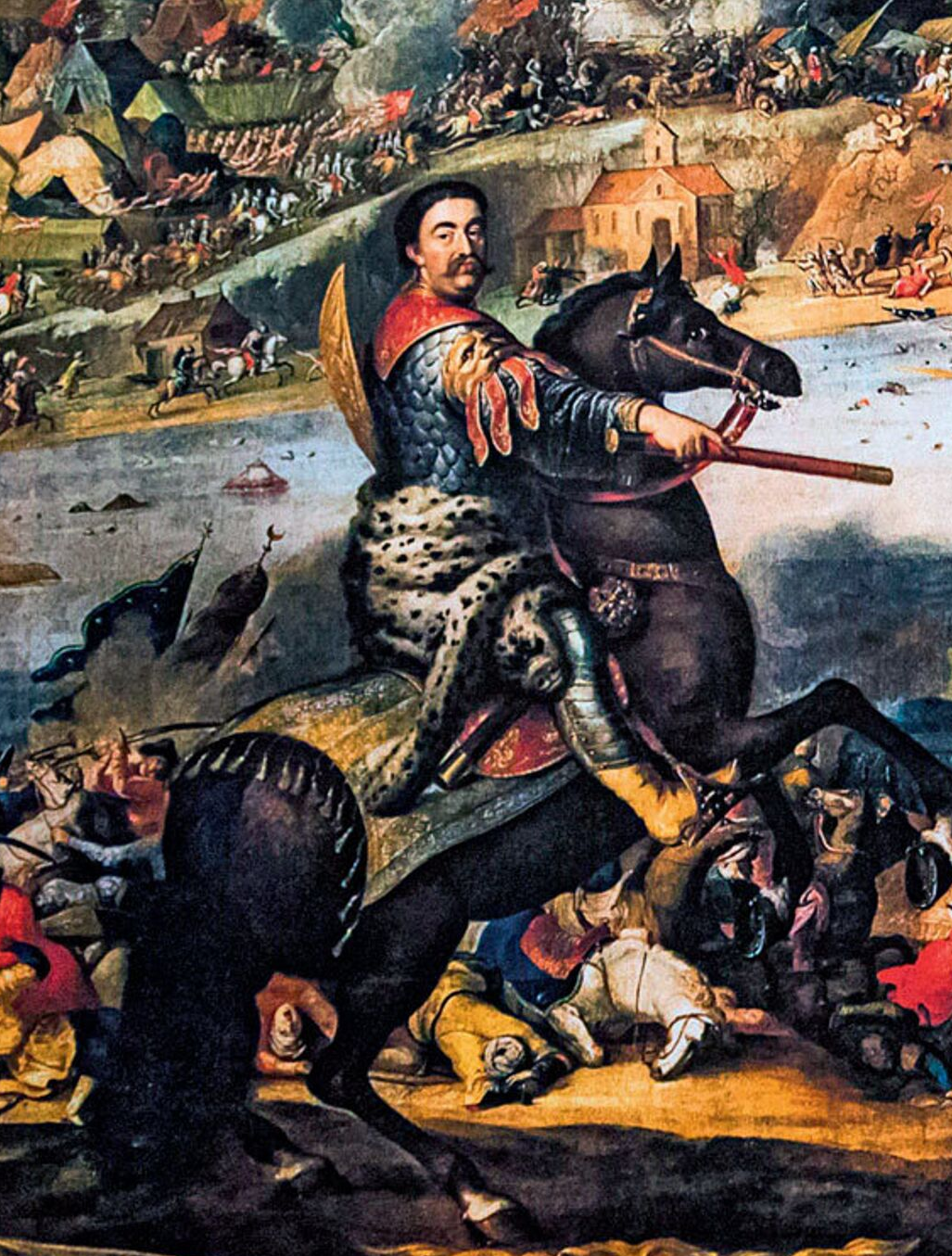
João III Sobieski na batalha de Khotyn, 1673
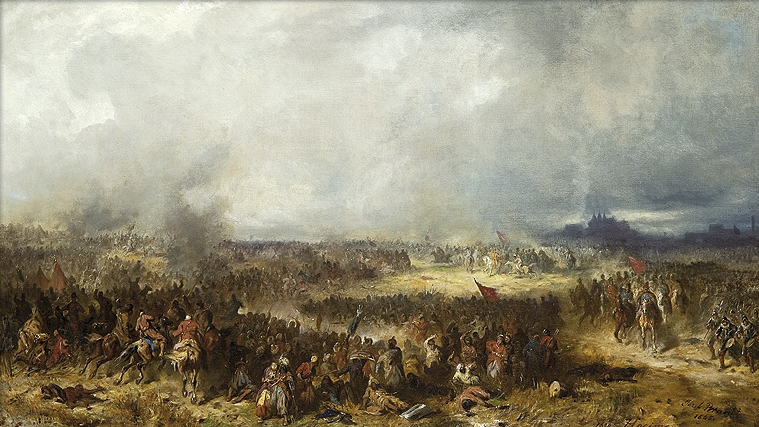
Batalha de Chocim, 1621. Józef Brandt.
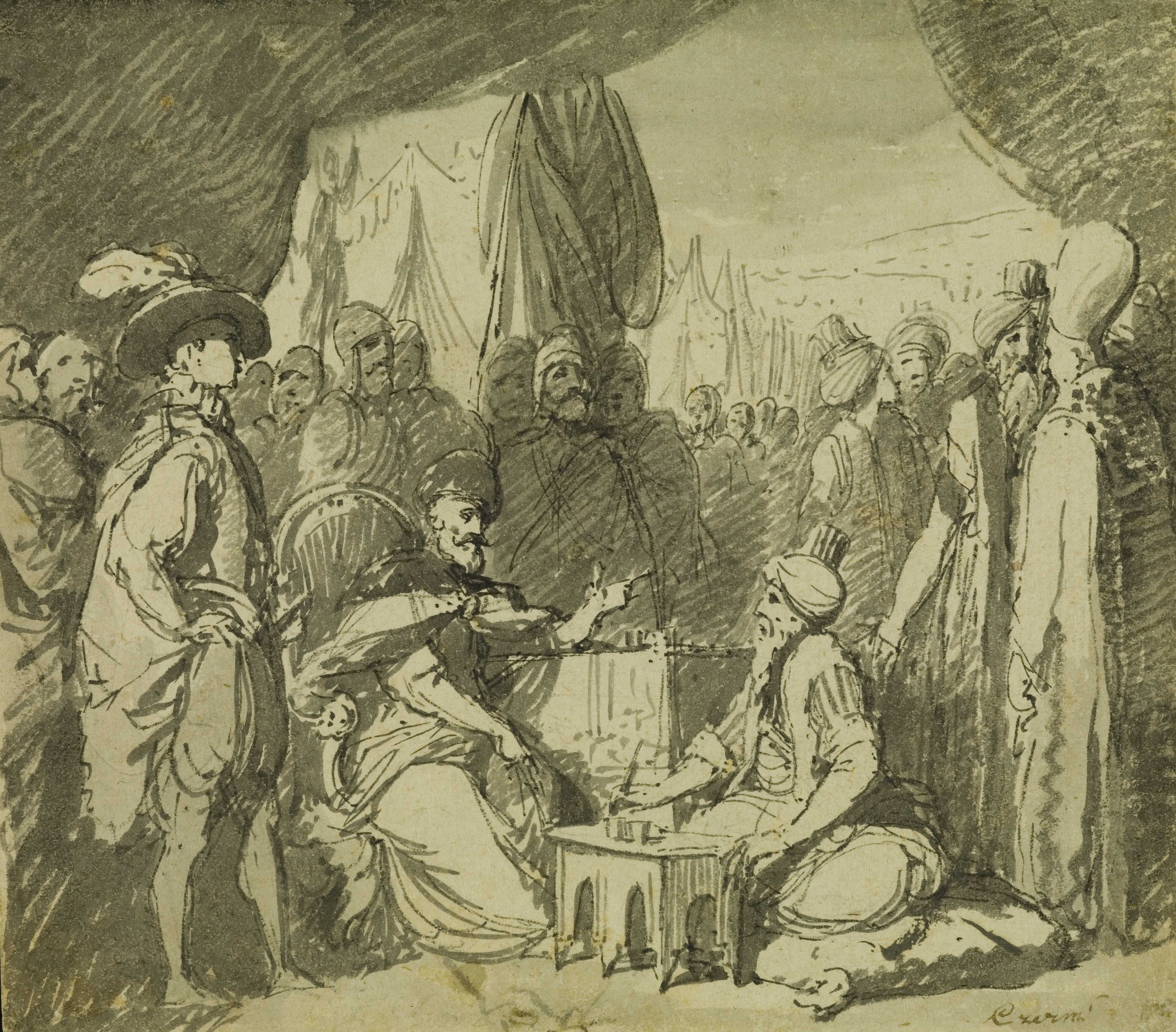
Tratado de Chocim, 1621. Franciszek Smuglewicz, 1785.
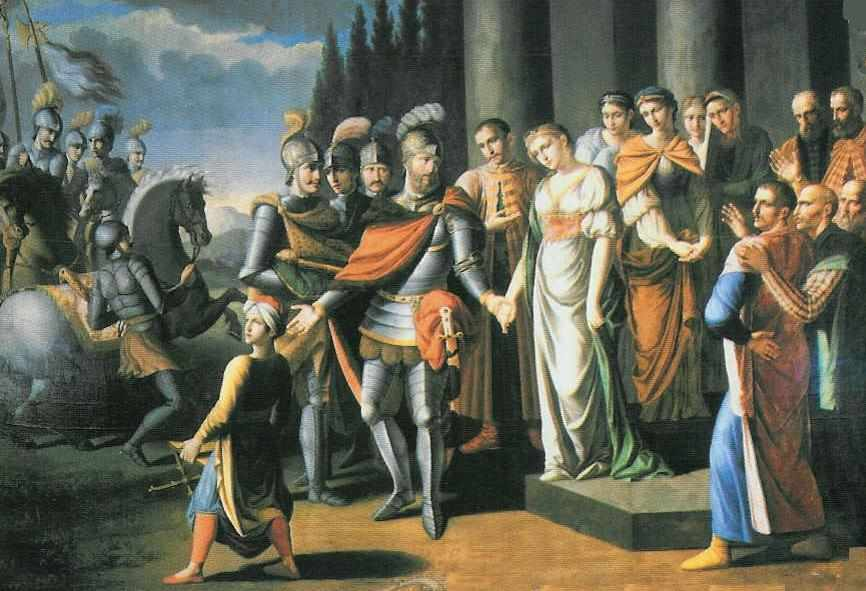
Despedida antes da batalha de Khotyn, 1621
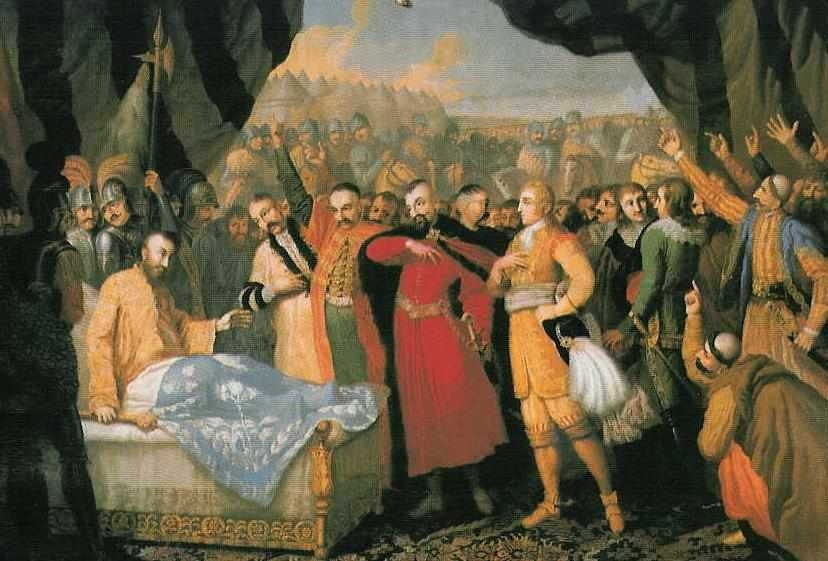
Morte de Chodkiewicz
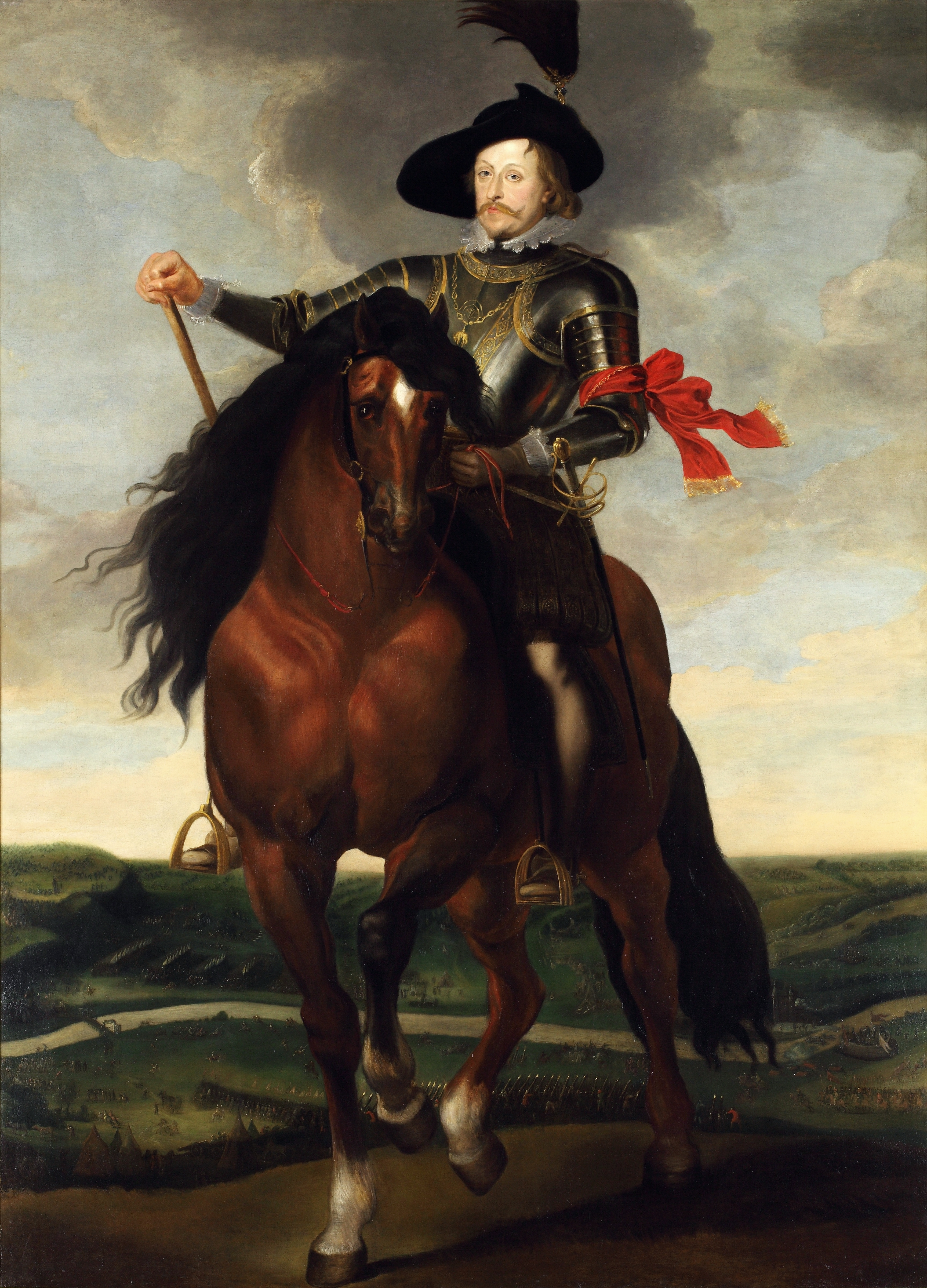
Príncipe Władysław Vasa (1624)
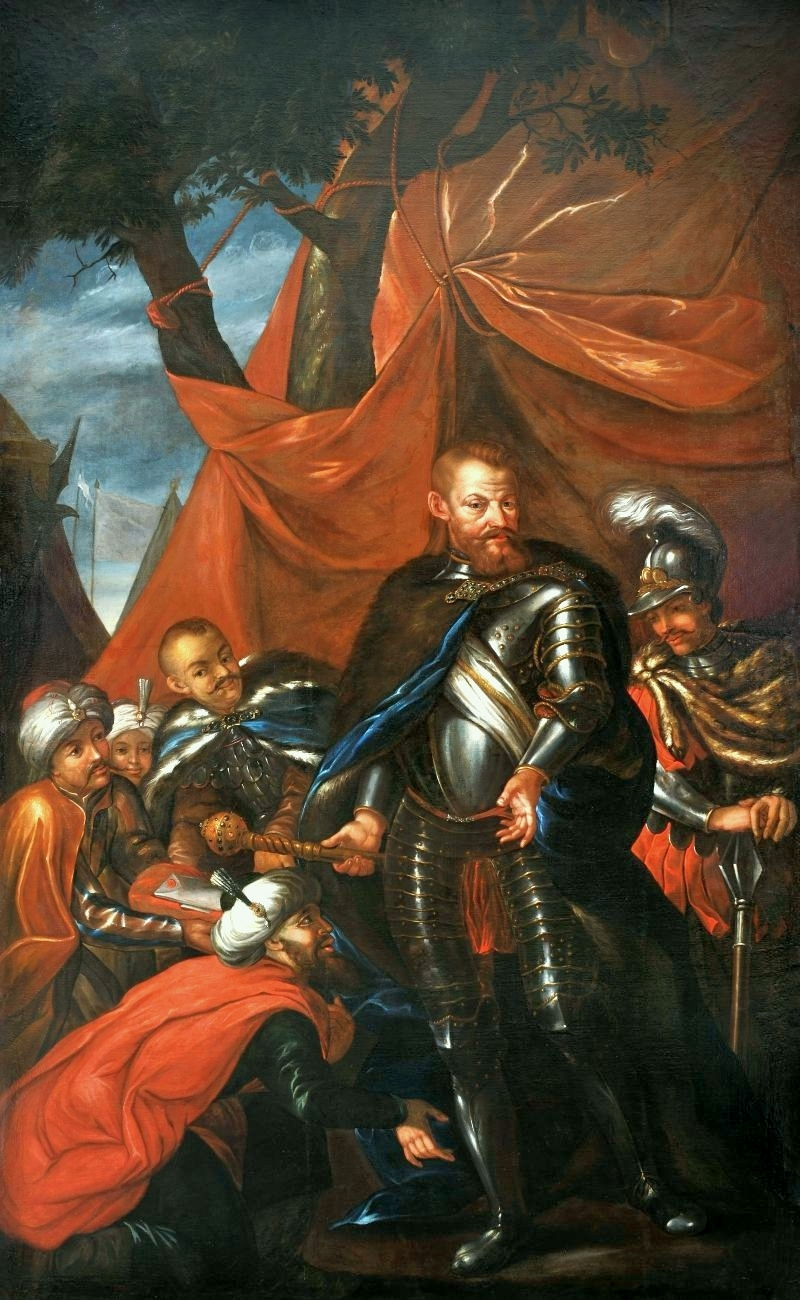
Stanisław Lubomirski no acampamento (1647)
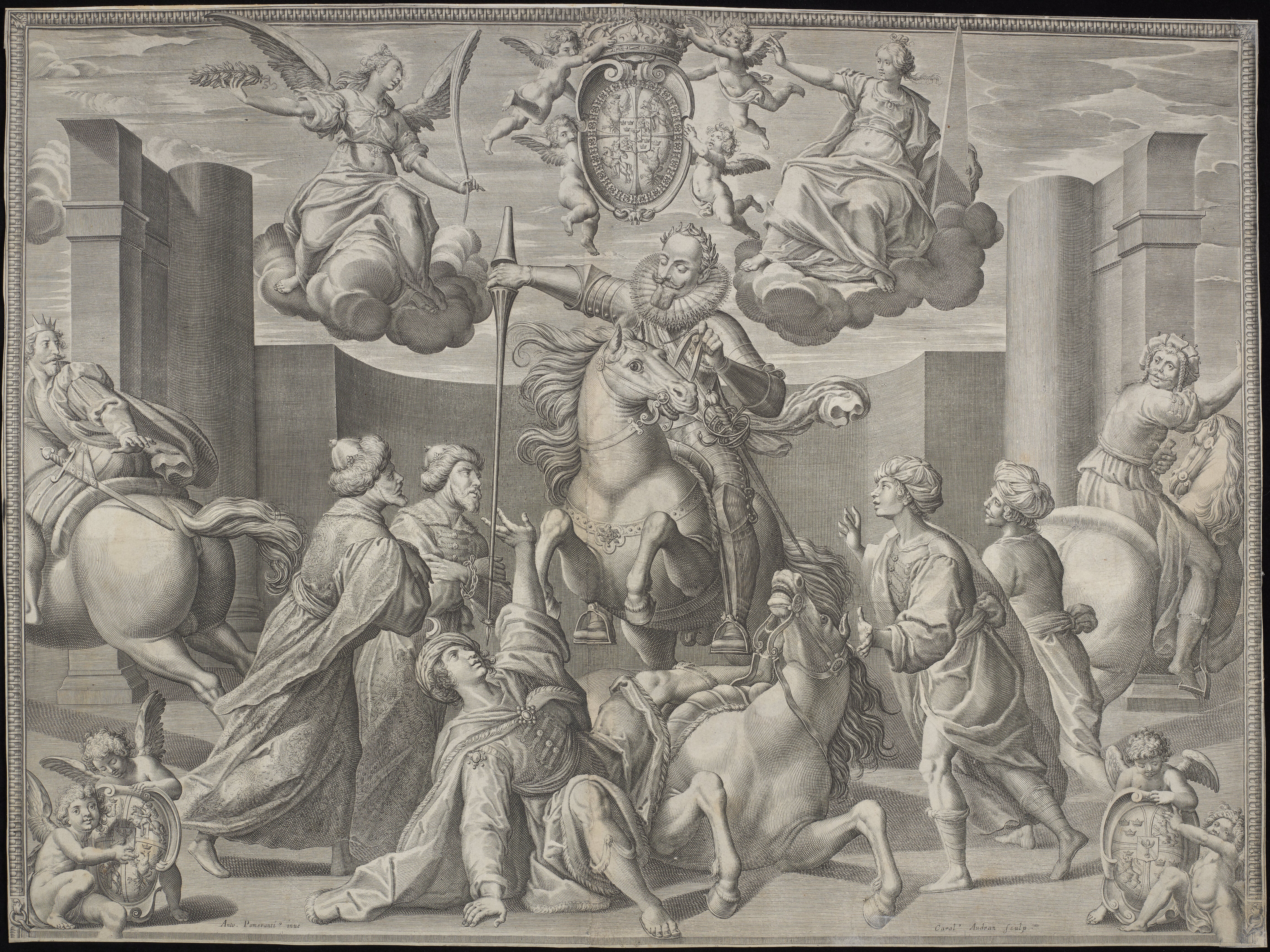
Apoteose de Zygmunt III após a batalha de Khotyn